# Aspero
Áspero, também conhecida como El Áspero é um sítio arqueológico no Peru localizado aproximadamente na foz do Rio Supe ao sul de Puerto Supe na costa central do Peru, e tinha ligação com a antiga Civilização de Caral.

## Localização geográfica
Áspero está localizado na margem direita do Rio Supe, 2 km ao sul do porto de mesmo nome, a cerca de 500 metros do Oceano Pacífico, em meio a montes de areia, pântanos e campos agrícolas. Ele pertence à jurisdição do distrito de Puerto Supe da província de Barranca na  Região de Lima. Para chegar ao local deve seguir por uma rodovia não pavimentada 2 km ao sudoeste da Plazuela Grau, através da urbanização Perez de Cuellar.

## História
A primeira descrição deste sítio foi feito pelo arqueólogo alemão Max Uhle por volta de 1905. Em seguida, foi estudada por R. Gordon e John Willey Corbett (1954). Esses arqueólogos identificaram-no como um sitio pre-cerâmico, pois embora tenham encontrado restos de cerâmica nas escavações, estes pertenciam a uma era posterior ao complexo de monumentos.
Nos anos 1970 Robert A. Feldman reexaminou o lugar e descreveu as estruturas chamadas "Huaca dos Ídolos" e "Huaca dos Sacrifícios", que se distinguem por exibir recintos para rituais em suas plataformas superiores. Na Huaca dos Ídolos, Feldman descobriu figuras humanas feitas com argila crua, ou seja, que não foram cozidos. E na Huaca dos Sacrifícios que encontrou humanos enterrados.
Na década de 1980 o local foi abandonado e grande parte do sítio se tornou um aterro municipal dos distritos de Puerto Supe e Supe.
Desde 1997, com as descobertas em Caral voltou-se a ter interesse na investigação de Aspero, como um expoente do desenvolvimento da civilização andina na área da costa marinha.
Em 2005 o Projeto especial arqueológico Caral-Supe (PEACS), dirigidos por Ruth Shady e Daniel Caceda, assinaram um acordo de cooperação interinstitucional com o Município de Supe, que forneceu máquinas que removeram 8.400 toneladas de lixo, que foram acumulados neste local por quase 30 anos. Iniciando assim o trabalho de pesquisa, conservação e valorização do sítio arqueológico.
Em 2009, após quatro anos de trabalho, os primeiros resultados das investigações do PEACS apareceram. Estes resultados sustentam a a ideia de que Áspero era uma instalação complementar a Caral, pois ao que tudo indica, Áspero estava ligada a esta cidade, e deve ter sido o seu centro de pesca. As investigações continuam.

## Linha do tempo
Os monumentos foram construídos entre 3000 e 2500 a.C.. A Huaca dos Sacrifícios foi datada entre 2930 e 2553 a.C. e a Huaca dos Ídolos entre 3055 e 2558 a.C.

## Descrição
O complexo ocupa 18,75 hectares, conta com cerca de 30 edifícios, alguns deles de características monumentais, como a Huaca Alta, a Huaca dos Ídolos e a Huaca dos Sacrifícios , outros são edifícios menores, como as unidades residenciais da elite, os reservatórios subterrâneos, os complexos habitacionais, etc.
Os monumentos de Áspero são caracterizados pela forma piramidal, com sobreposição de plataformas e escadas no centro de sua fachada, que leva ao topo do edifício, onde se erguem pequenos gabinetes com frisos e nichos de adobe. Foram construídos com pedras brutas misturadas com lama. Estas pirâmides foram distribuídas em torno de um espaço aberto ou praça central, sobre a qual ergue-se a fachada. A antiga praça central foi convertida agora em um campo de cultivo e um totoral.
A Huaca Alta é o maior dos monumentos e está localizado na parte mais alta do local, deduzindo que ele era o edifício principal. Ele sofreu depredações de saqueadores desde o início do século XX, na medida em que a estrutura foi rebaixada.
A Huaca dos Ídolos  tem esse nome porque Feldman encontrou em sua área maior uma dúzia de figuras humanas modeladas em argila branca. Eles estavam sob o chão e estavam cercados por cestas e folhas de chira, indicando que eram parte de uma oferenda.
A Huaca dos Sacrifícios é assim chamada pois nela foram encontrados humanos enterrados, incluindo duas crianças, possivelmente assassinadas. Ele tinha um design mais complicado do que as pirâmides anteriores.

## Humanos enterrados
Feldman encontrou na seção superior da Huaca dos Sacrifícios um adulto e um bebê enterrados, estavam debaixo de uma pedra com quatro pernas. O bebê estava levemente flexionado sobre seu ombro direito e sua cabeça apontava para o norte. Além disso, estava envolto em um tecido de algodão e colocado em uma cesta, por sua vez, esta estava envolta em tecido de algodão branco. Acredita-se que esta criança pertencia à classe dominante, pois tinha um colar feito de 500 contas feitas em moluscos, ossos e pedras.
Além destes os arqueólogos do PEACS encontraram mais três pessoas enterradas: duas crianças com idades entre 8 e 10 anos, respectivamente, e um recém-nascido. Eles foram possivelmente sacrificados porque os crânios das crianças mostravam evidência clara de ter sofrido um duro golpe que causou a sua morte.

## Função
A presença humana na costa de Supe remonta a 5000 a.C. Naquela época viviam em aldeias protegidas pelas colinas localizadas entre os pequenos bancos de areia, que formavam o caminho obrigatório para as praias. Estas populações sobreviviam da pesca, extração de mariscos, coleta de plantas e caça de animais terrestres nas colinas e na floresta costeira.
Durante o período arcaico tardio (3.000-1800 a.C.), a população de Áspero cresceu e se transformou em cidade participando no processo de formação da primeira civilização andina que emergiu na região, a Civilização de Caral. Além da pesca e da agricultura, os habitantes de Áspero aproveitavam as zonas úmidas e pantanosas, onde cresciam as totoras, cuja fibra era utilizada na fabricação de diversos produtos.
Por volta de 2000 a.C., Áspero começou a declinar, que pode ser observado pela perda de qualidade dos seus edifícios, bem como o abandono progressivo de alguns deles. Desastres naturais acentuaram a crise. Finalmente, os principais edifícios foram destruídos, aparentemente por ataques de grupos humanos estrangeiros, que se instalaram no local dos edifícios abandonados e dedicaram ao uso dos recursos marinhos e posteriormente iniciaram o uso da cerâmica.

## Importância
Junto com Caral, Áspero se tornou o ponto inicial onde a civilização andina emergiu. Seus monumentos são expressões comparáveis aos Senhorios ou Curacados ; economicamente, a sua população vivia principalmente dos recursos extraídos do mar e do rio, mas não da atividade agrícola. O excedente de origem marinha trocava com as populações dos vales vizinhos, obtendo o que não produzia: algodão e alimentos de origem vegetal. 
 ... 5000 anos atrás, durante o período arcaico tardio (3000-1800 a.C.), a população concentrou-se em Áspero participando do processo de formação da primeira civilização andina. A extração de recursos marinhos, especialmente peixes - tais como anchovas e sardinhas - e frutos do mar, permitiu-lhes integrar a rede de intercâmbio com as pessoas do interior do vale, entre eles os da Cidade Sagrada de Caral. Recebendo em troca fibras de algodão, necessária para a fabricação de redes e linhas de pesca, além de produtos vegetais para alimentação ... 